# Georgi Georgiew (Radsportler)
Georgi Petrow Georgiew (bulgarisch Георги Петров Георгиев, wiss. Transliteration Georgi Petrov Georgiev; * 3. August 1985 in Kasanlak) ist ein ehemaliger bulgarischer Radrennfahrer.

## Sportliche Laufbahn
Georgi Petrow Georgiew begann seine Karriere 2004 bei dem bulgarischen Radsportteam Koloezdachen Klub Nesebar. In seinem zweiten Jahr dort gewann er die sechste Etappe der Rumänien-Rundfahrt nach Curtea Arges. 2006 wurde er Zweiter beim Cupa Nikola Yankolov, und 2007 gewann er ein Teilstück der griechischen Rundfahrt Alexandria. 2008 wurde Georgiew bulgarischer Meister im Straßenrennen. 2010 gewann er mehrere Etappen bei Rundfahrten, 2013 die Tour of Szeklerland. 2014 beendete er seine Radsportlaufbahn.

## Erfolge
2005
- eine Etappe Rumänien-Rundfahrt

2008
- Bulgarischer Meister – Straßenrennen

2010
- eine Etappe Tour du Maroc
- eine Etappe Tour of Victory
- eine Etappe Tour of Bulgaria
- eine Etappe Tour of Alanya

2013
- Gesamtwertung und eine Etappe Tour of Szeklerland
- eine Etappe Tour of Bulgaria

2014
- eine Etappe Tour de Serbie

## Teams
- 2004 Koloezdachen Klub Nesebar
- 2005 Nesebar
- 2009 Heraklion-Nessebar (bis 30. Juni)
- 2010 Brisaspor
- 2011 Tusnad Cycling Team
- 2013 Brisaspor
- 2014 Kocaeli Brisaspor (bis 21. Oktober)
- 2014 China Wuxi Jilun Cycling Team (ab 22. Oktober)